# Oxo塔

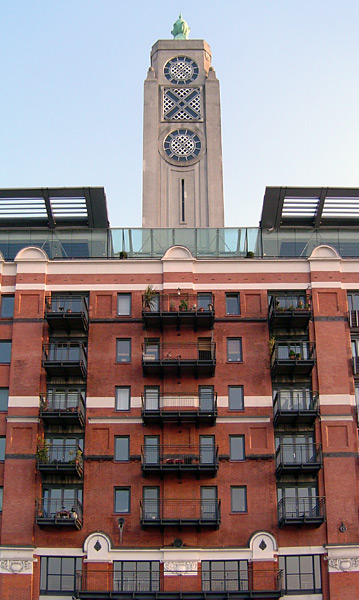
OXO塔

Oxo塔（Oxo Tower）是英國倫敦的一座建築，位於泰晤士河南岸。這座建築內部包括商店、畫廊、酒吧等設施。Oxo塔最初是一座發電站，在1920年代改建為冷庫。1990年代，該建築進行了重新設計。

## 外部連結
维基共享资源上的相關多媒體資源：Oxo塔
- Architectural information at Lifschutz Davidson Sandilands website（页面存档备份，存于）
- Coin Street Community Builders（页面存档备份，存于）
- Oxo Tower Wharf（页面存档备份，存于）
- Oxo Tower Restaurant（页面存档备份，存于）
- Exhibitions at Oxo Tower Wharf
- Design shops at Oxo Tower Wharf

51°30′30″N 0°06′31″W / 51.508272°N 0.108547°W